# MLS Reserve Division 2005
La MLS Reserve Division 2005 fue la 1ª edición de la MLS Reserve League, torneo de reservas de la Major League Soccer en los Estados Unidos.
D.C. United Reserves fue el ganador del torneo de reserva.

## El primer partido de reserva
Se disputó el primer partido de reserva el día 9 de abril de 2005 jugado los equipos de reserva de Chivas USA y San Jose Earthquakes, que ganó el equipo de Chivas USA por 2:0.

## Posiciones
| Pos | Equipo                          | PJ | G | E | P | GF | GC | DF | PTS |
| --- | ------------------------------- | -- | - | - | - | -- | -- | -- | --- |
| 1   | D.C. United Reserves (C)        | 12 | 8 | 0 | 4 | 26 | 21 | +5 | 24  |
| 2   | MetroStars Reserves             | 12 | 5 | 4 | 3 | 16 | 12 | +4 | 19  |
| 3   | New England Revolution Reserves | 12 | 5 | 4 | 3 | 20 | 18 | +2 | 19  |
| 4   | FC Dallas Reserves              | 12 | 6 | 1 | 5 | 24 | 24 | 0  | 19  |
| 5   | Colorado Rapids Reserves        | 12 | 5 | 3 | 4 | 29 | 22 | +7 | 18  |
| 6   | Chicago Fire Reserves           | 12 | 5 | 3 | 4 | 24 | 20 | +4 | 18  |
| 7   | San Jose Earthquakes Reserves   | 12 | 5 | 3 | 4 | 23 | 20 | +3 | 18  |
| 8   | Kansas City Wizards Reserves    | 12 | 5 | 3 | 4 | 19 | 17 | +2 | 18  |
| 9   | Los Angeles Galaxy Reserves     | 12 | 4 | 3 | 5 | 20 | 28 | -8 | 15  |
| 10  | Real Salt Lake Reserves         | 12 | 4 | 2 | 6 | 29 | 34 | -5 | 14  |
| 11  | Columbus Crew Reserves          | 12 | 4 | 1 | 7 | 19 | 25 | -6 | 13  |
| 12  | Chivas USA Reserves             | 12 | 2 | 1 | 9 | 15 | 23 | -8 | 7   |

     Ganador del torneo de reservas.

|                                            |
|                                            |
| Campeón D.C. United Reserves Primer título |

## Goleadores
| Jugador      | Equipo               | Goles |
| ------------ | -------------------- | ----- |
| Jamil Walker | D.C. United Reserves | 9     |